# Université de St. Michael's College

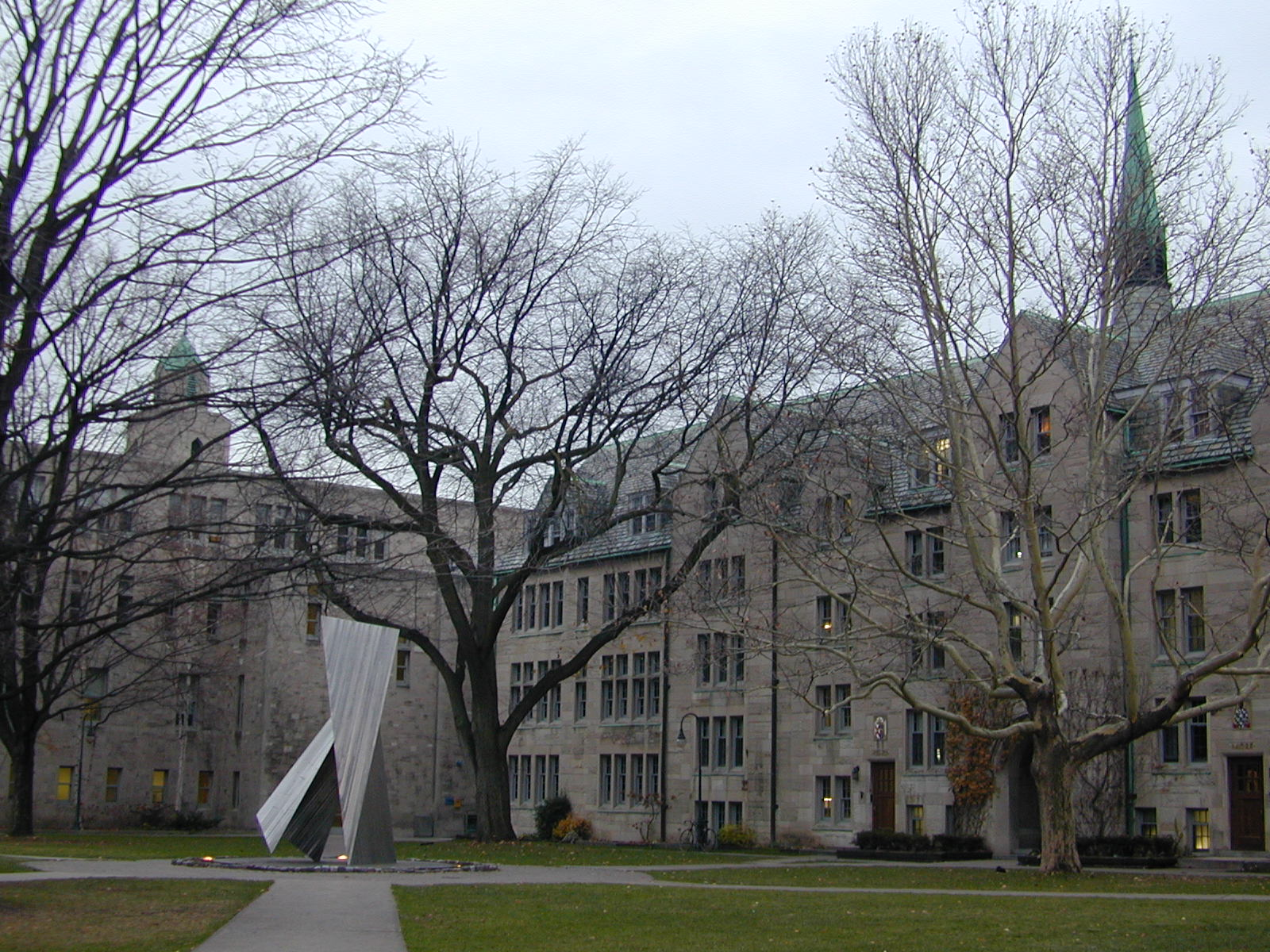
L'Université de St. Michael's College à l'Université de Toronto. De gauche à droite : Carr Hall, Teefy Hall, Fisher House, More House, et l'Institut pontifical d'études médiévales. La sculpture au centre est une représentation de Saint Michel.

L'Université de St. Michael's College (USMC) (souvent appelé simplement St. Michael's ou St. Mike's) est un des collèges fédérés de l'Université de Toronto. C'est l'un des deux collèges catholiques romains de l'université (l'autre étant Regis College) et le seul du premier cycle universitaire. 
L'établissement est divisé en trois entités : St. Michael's College, qui est un des collèges de la faculté d'arts et sciences de l'Université de Toronto ; la faculté de théologie, membre fondateur de l'École de théologie de Toronto, qui regroupe des étudiants de deuxième et troisième cycle universitaire ; et le département d'éducation permanente. En 2006, l'Institut pontifical d'études médiévales est devenu indépendant de l'USMC, bien qu'il y reste affilié.
Avec 4 700 étudiants inscrits, St. Michael's College est la plus grande des trois entités de l'USMC. Les étudiants y suivent les cours de la faculté d'arts et sciences de l'Université de Toronto. St Michael's propose également aux élèves de la faculté quatre programmes spécifiques : livres et médias, études celtiques, christianisme et culture et études médiévales (à travers l'Institut pontifical d'études médiévales).

## Histoire
St. Michael's College est fondé en 1852 par les pères basiliens. Le 8 décembre 1910, il devient un collège fédéré au sein de la faculté d'arts et sciences de l'Université de Toronto. En vertu de cette organisation, les étudiants de St. Michael's College continuent de suivre les cours donnés par la faculté de St. Michael's College, et obtiennent des diplômes de l'Université de Toronto à la fin de leurs études. Le programme d'études secondaires administré par le collège devient la St. Michael's College School, une école préparatoire privée. L'école maintient son affiliation directe avec le collège jusqu'en 1950.
En 1911, les collèges de St. Joseph's et Loretto décident de s'affilier à l'Université de Toronto, avec l'accord du président de cette dernière, Sir Robert Falconer. Les deux collèges deviennent des institutions membres de St. Michael's College en 1912, ce qui permet à leurs étudiantes de recevoir des diplômes de l'Université de Toronto.
Avec l'ouverture de l'Institut d'études médiévales en 1929, St Michael’s développe ses activités de recherche et d'enseignement postgraduate. Dix ans plus tard, le pape Pie XI signe une charte papale qui accorde le droit de délivrer des diplômes à l'institut, qui devient alors l'Institut pontifical d'études médiévales. La première cérémonie de remise des diplômes se tient le 5 juin 1940.
En 1946, Marshall McLuhan est l'un des premiers laïcs à enseigner à St. Michael's. Il y enseigne l'anglais jusqu'à sa mort, en 1980, période pendant laquelle il devient célèbre pour ses livres — notamment The Mechnical Bride, La Galaxie de Gutenberg et Pour comprendre les médias — et ses aphorismes sur les médias et la communication (par exemple : « le message, c'est le médium »).
En 1952, les collèges de Loretto et St. Joseph's cessent de fournir des cours spécifiques pour leurs étudiantes ; les cours de St. Michael's College deviennent par conséquent mixtes.
En 1954, l'Assemblée législative de l'Ontario vote un amendement au St. Michael's College Act de 1855 qui accorde à St. Michael's College le droit de délivrer des diplômes en théologie. Le cardinal James C. McGuigan devient le premier chancelier de St. Michael's.
En 1970, l'École de théologie de Toronto est fondée. Il s'agit d'un consortium œcuménique qui regroupe les collèges théologiques catholiques et protestants de l'Université de Toronto, parmi lesquels la faculté de théologie de l'USMC.
En mai 1974, l'ensemble des universités fédérées — Trinity, Victoria et l'USMC — signent un protocole d'accord avec l'Université de Toronto, qui définit les termes de la relation entre la faculté d'arts et sciences et ces universités. Ces changements sont l'objet de vifs débats, notamment parmi les anciens élèves, à propos de l'identité catholique et de l'indépendance académique de St. Michael's.
En 1986, le département de formation continue est fondé. En septembre 1996, les départements de français et d'allemand de l'Université de Toronto sont les premiers à s'installer sur le campus de St. Michael's. Les départements d'italien et d'études slaves les rejoignent en septembre 2000.
Historiquement doués en athlétisme, les étudiants de St. Michael's sont connus sous le nom des « Fighting Irish de Bay Street », une référence à l'excellence sportive de l'université Notre-Dame aux États-Unis. La franchise torontoise actuelle de la Ligue de hockey de l'Ontario, les St. Michael's Majors de Toronto, est la descendante de l'équipe d'élite de hockey sur glace du collège. L'équipe est aujourd'hui administrée par la St. Michael's College School.
Pendant la majeure partie de son existence, le collège jouit d'une « dotation vivante », un système par lequel les employés et membres de la faculté affiliés à un ordre reversaient leur salaire au collège. La plupart des employés étant aujourd'hui des laïcs, cette source de revenus est devenue pratiquement inexistante, obligeant le collège à en cherche de nouvelles. Grâce à des campagnes de financement intenses et à la vente de sa propriété foncière, le collège est parvenu à augmenter ses revenus et à construire une nouvelle résidence.
Récemment, St. Michael's College a suscité la controverse en acceptant un don important de la part d'Imperial Tobacco pour un cours d'« éthique des affaires ». Des activistes anti-tabac s'opposaient au don et faisaient pression sur le collège pour qu'il le refuse. Toutefois, les étudiants sont restés majoritairement indifférents à l'affaire, accueillant plutôt positivement cette nouvelle source de revenus. Du fait de ce manque de soutien, la campagne anti-tabac est rapidement disparue.

## Bibliothèque John Kelly
La bibliothèque John M. Kelly Library est l'une des 40 bibliothèques de l'Université de Toronto. Son bâtiment actuel a été inauguré en 1969. Elle dispose de 275 000 ouvrages et est abonnée à 500 journaux et magazines. Sa collection est destinée aux étudiants de la faculté d'arts et sciences, de la faculté de théologie et des programmes de formation continue.
Elle dispose d'un grand nombre d'ouvrages concernant l'histoire de l'Irlande, la philosophie, les langues et la littérature celtiques, l'histoire du Canada, la littérature anglaise et le Moyen Âge. Les points forts de sa collection théologique sont la patristique, l'histoire de l'église durant l'Antiquité et le Moyen Âge, le thomisme, la Bible (particulièrement le Canon, les ouvrages de Jean et l'histoire de la critique), le renouveau liturgique, l'éducation religieuse et les missions catholiques.

## Tradition et résidence
Au sein de l'environnement laïc de l'Université de Toronto, les traditions catholiques de St. Michael's sont toujours bien en évidence dans ses programmes académiques et ses activités étudiantes. Jusqu'à présent, le collège a réussi à éviter les polémiques en adoptant des résidences mixtes.
Contrairement aux résidences mixtes aux autres collèges de l'université, les garçons et les filles résidant à St. Michael's résident à des étages différents, et les étudiants ne peuvent inviter un membre du sexe opposé pour la nuit. Les femmes peuvent choisir la résidence de Loretto College, entièrement féminine, où les hommes ne peuvent se rendre que pendant les heures de visite.
Les tuteurs (dons) des résidences de St. Michael et Loretto College sont des étudiants postgraduate, undergraduate (de dernière année) ou en école professionnelle. Le réfectoire du collège, appelée la salle Canada (Canada Room) a récemment été rénovée et agrandie ; elle a également étendu ses horaires d'ouverture.

## Faculté et anciens étudiants notables

### Faculté
- Joseph Boyle, philosophe, connu pour son travail sur la théorie de la loi naturelle
- Étienne Gilson, philosophe et historien
- Jacques Maritain, philosophe
- Marshall McLuhan, professeur de littérature anglaise et spécialiste des médias
- Thomas Pangle, théoricien politique
- Daniel Donovan, prêtre catholique, théologien et collectionneur d'art

### Anciens étudiants
- Robert Birgeneau, 14e président de l'Université de Toronto
- Morley Callaghan, écrivain
- F. Anthony Comper, président directeur-général de la Banque de Montréal
- Mark Kingwell, philosophe et professeur à l'Université de Toronto
- Paul Martin, 21e premier ministre du Canada
- Paul Weiler, professeur de droit à l'Université Harvard
- George Weigel, théologien catholique romain, activiste politique et social
- Peggy R. Williams, présidente d'Ithaca College

## Source
- (en) Cet article est partiellement ou en totalité issu de l’article de Wikipédia en anglais intitulé « University of St. Michael's College » (voir la liste des auteurs).